# یگان مأموریت ویژه
یگان ماموریت ویژه (انگلیسی: Special Mission Unit) یا یگان ماموریت‌های ویژه (انگلیسی: Special Missions Unit (SMU)) اصطلاحی‌ست که برای توصیف زبده‌ترین نیروهای عملیات‌های ویژه در سراسر جهان استفاده می‌شود. تا کنون از این عبارت برای هنگ سرویس ویژه هوایی نیروی دفاع استرالیا و همین‌طور چهار نیروی ویژه ایالات متحده به کار رفته است. یگان‌های ماموریت ویژه تاکنون در عملیات‌های نظامی مهم و مشهوری مانند مرگ اسامه بن لادن و دستگیری صدام حسین نقش داشته‌اند.

## ایالات متحده

نماد فرماندهی مشترک عملیات ویژه

یگان‌های ماموریت ویژه توسط فرماندهی مشترک عملیات ویژه که خود زیرمجموعهٔ ستاد فرماندهی عملیات ویژه ایالات متحده آمریکا است فرماندهی و کنترل می‌شوند. علاوه بر انجام فعالیت‌های فوق سری، یگان‌های ماموریت ویژه ماموریت‌های خاص/ویژه نیز انجام می‌دهند. اصطلاح ماموریت‌های خاص/ویژه معمولاً برای جنگ غیرمتعارف، فعالیت‌های ضد تروریسم، عملیات شناسایی ویژه و/یا عملیات‌های سیاه به کار می‌رود.
تا کنون، تنها ۳ نیرو به صورت علنی به عنوان یگان مأموریت ویژه معرفی شده‌اند: نیروی دلتا، گروه توسعه جنگاوری ویژه نیروی دریایی و اسکادران ۲۴ تاکتیک‌های ویژه.یگان پشتیبانی اطلاعاتی نیروی زمینی ایالات متحدهٔ آمریکا نیز تحت فرماندهی ستاد فرماندهی مشترک عملیات ویژه عمل می‌کند و به عنوان یگان مأموریت ویژه معرفی شده‌است.

## عملیات‌های قابل توجه

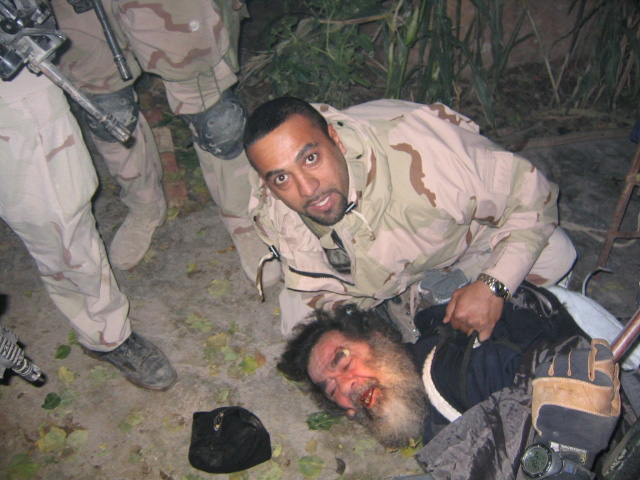
سمیر، مترجم عراقی-آمریکایی نیروی رزمی ۱۲۱ همراه با صدام لحظاتی پس از دستگیری‌اش

در جنگ عراق، نیروی رزمی ۱۲۱ در خلال عملیات طلوع سرخ، موفق شد صدام حسین را دستگیر کند. کمی قبل‌تر و در همان سال، نیروی رزمی ۲۰ به رهبری نیروی دلتا و پشتیبانی لشکر ۱۰۱ هوابرد، پس از یک درگیری ۳ ساعته در موصل، موفق شده‌بودند قصی و عدی صدام حسین را بکشند.
در تاریخ ۲ مه ۲۰۱۱، اسامه بن لادن در طی یک عملیات به فرماندهی سیا کشته شد. در این عملیات، یگان‌های ویژه اسکادران قرمز گروه توسعه جنگاوری ویژه نیروی دریایی توسط هنگ ۱۶۰ عملیات‌های ویژه هوایی (هوابرد) از جلال‌آباد، افغانستان به ایبت‌آباد، پاکستان منتقل شدند. 